# پیا ماریا
پیا ماریا (به انگلیسی: Pia Maria) (زاده ۲۱ مهٔ ۲۰۰۳) خواننده اتریشی است.
او همراه با لومیکس نماینده اتریش در یوروویژن ۲۰۲۲ بود.